# Microchilus (växter)
För släktet med skalbaggar, se Microchilus (djur)
Microchilus är ett släkte med neotropiska orkidéer som omfattar ungefär 75 arter. Släktet beskrevs av Carl Borivoj Presl in 1827, men det var först i och med att taxonet 2002 separerades  från det större släktet Erythrodes som det blev vidare känt. 